# Simbolism rus

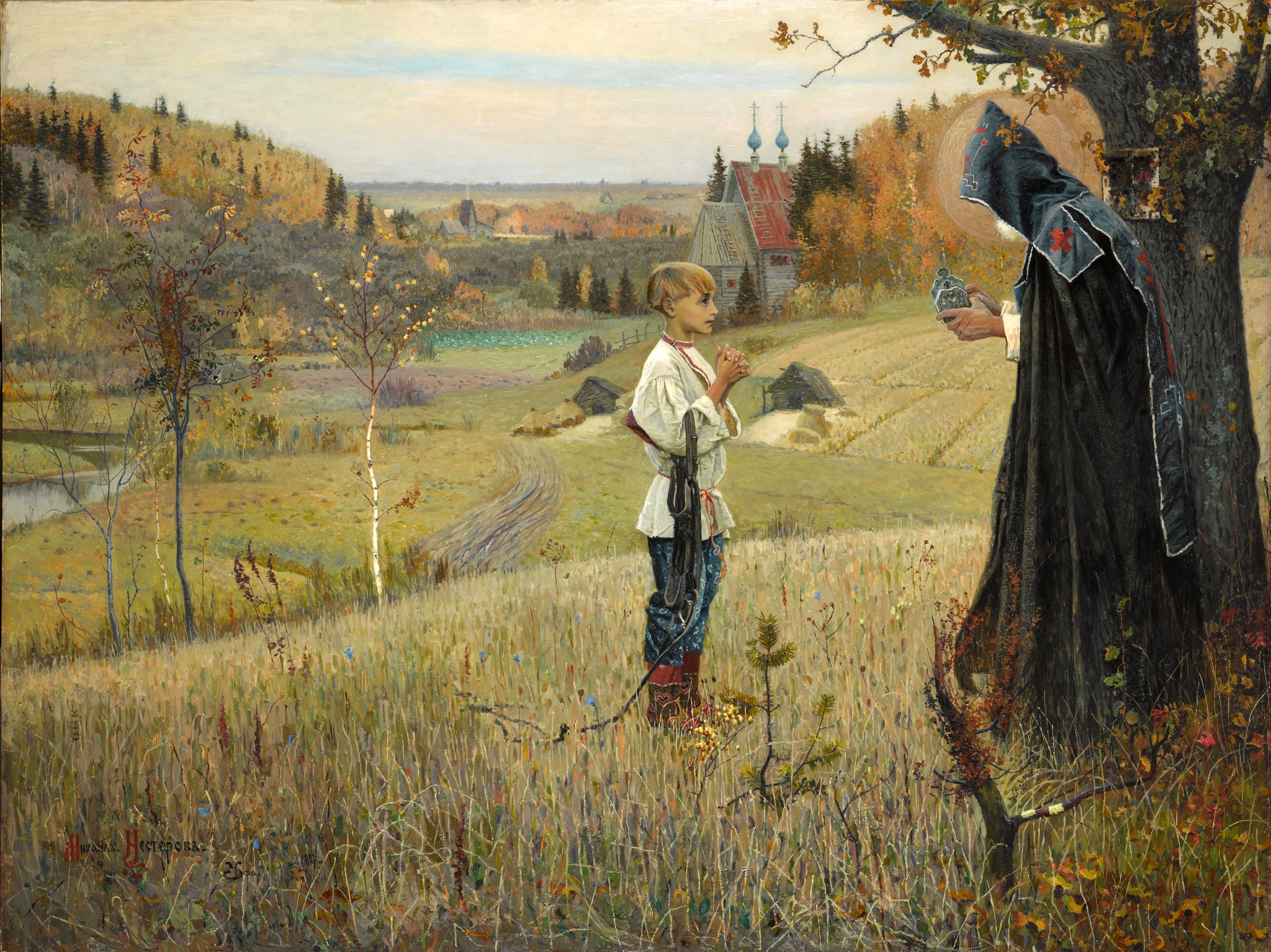
Tabloul lui Mihail Nesterov Viziunea tânărului Bartolomeu (1890) este adesea considerată ca marcând începutul mișcării simboliste ruse.

Simbolismul rus (rusă Русский символизм) a fost o mișcare intelectuală și artistică, predominând la sfârșitul secolului al XIX-lea și la începutul secolului al XX-lea. Ea a reprezentat ramura rusă a mișcării simboliste din arta europeană și este cunoscută cel mai mult pentru contribuțiile ei la poezia rusă.

## Galerie

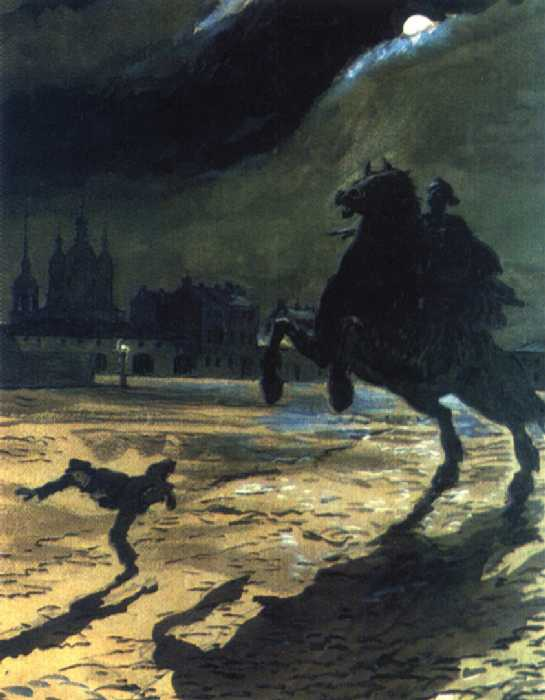
Alexandre Benois, Ilustrare la poemul lui Alexander Pushkin The Bronze Horseman (1904)
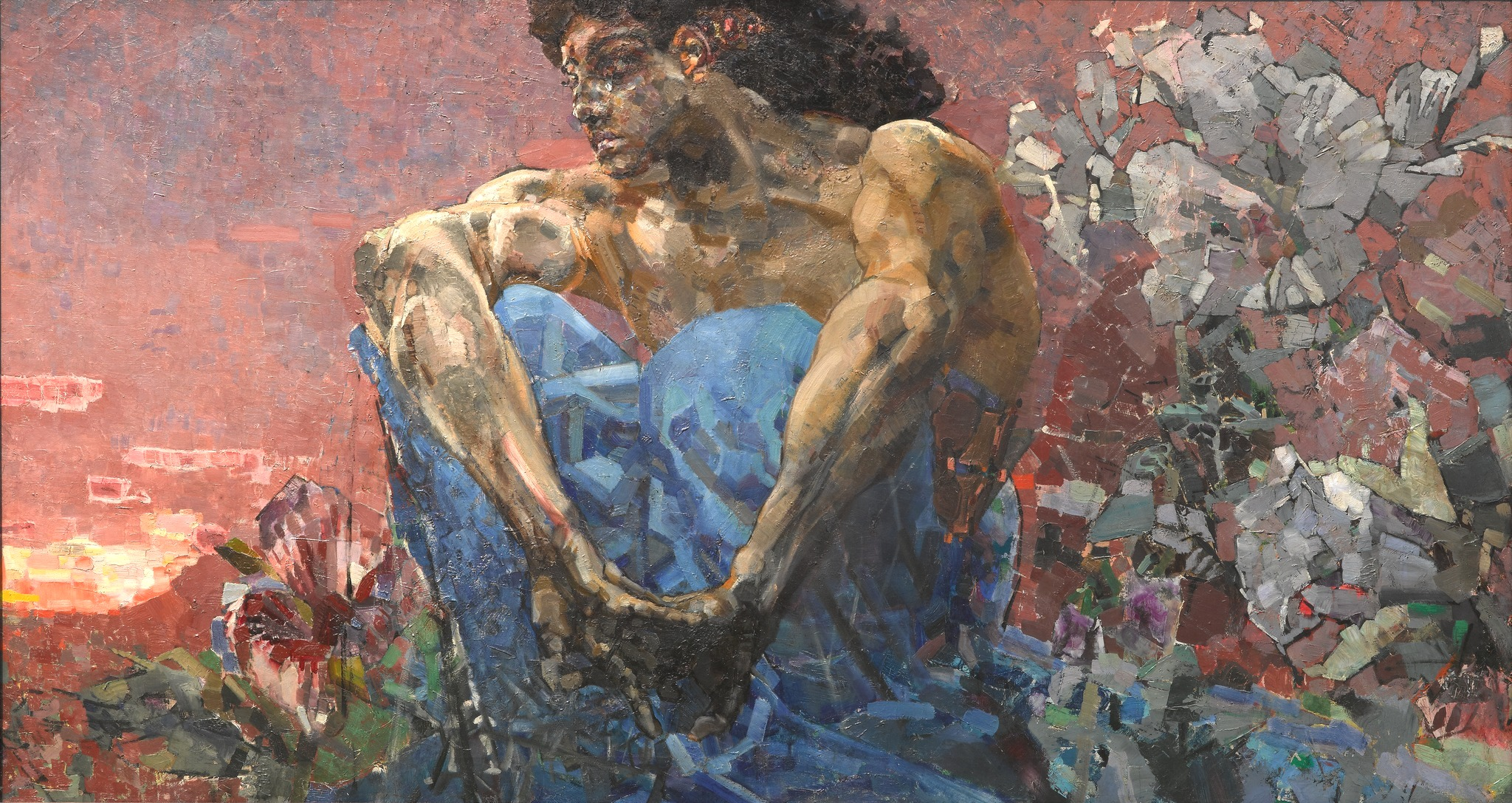
Demonul stând de Mihail Vrubel (1890)